# انتونيو بالما
انتونيو بالما (بالإيطالية: Antonio Palma)‏ (3 يناير 1994 بمونزا في إيطاليا - ) هو لاعب كرة قدم إيطالي في مركز الوسط. لعب مع أتالانتا ونادي سيتاديلا ونادي كومو وإيه جي نوسرينا 1910 ‏.

## روابط خارجية
- انتونيو بالما على موقع قاعدة بيانات كرة القدم.إي يو (الإنجليزية)
- انتونيو بالما على موقع Soccerway.com (الإنجليزية)
- انتونيو بالما على موقع AS.com (الإسبانية)